# 烏頭翁
（臺灣話：烏頭殼）是一種雀形目鵯科鵯屬鳥類。這種雜食性的鳥類僅分布於臺灣東南部，其中在中低海拔的沿海平原上數量最多，是臺灣唯一棲息於平原的特有鳥類。這個物種目前正受到白頭鵯分佈擴散的影響，導致其數量減少，因此在《IUCN紅色名錄》內被列為易危物種。
這個物種與白頭翁是一對相當類似的物種，除了在基因上為姊妹種之外，兩者習性相近，棲息地及外觀也相似，惟烏頭翁的頭後方呈黑色，且兩者原先的分佈地區在臺灣大致呈互補。除了黑色頭部之外，其下半鳥喙上的橘（黃）色斑點及沿著鳥喙延伸而出的黑色顎線也是其特色。其繁殖季位於3至8月之間，採一夫一妻制，雌鳥在產下3—4枚的卵後後獨自孵蛋，幼鳥會在10—12天破殼，孵化後9—10天離巢。
受到地理阻礙的減少及宗教放生的影響，原先與烏頭翁分佈範圍互補的白頭翁在臺灣的分佈範圍增大，導致烏頭翁與之雜交的機會大增，並產生為數不少的「雜頭翁」。長期下來可能會使純種的烏頭翁基因藉此受到污染，所以仍需相對應保護措施以阻止兩者繼續雜交。

## 命名與分類
本物種來自於旅居於中國大陸上海的英國茶商弗雷德里克·威廉·史坦因於一批自臺灣購買的標本中發現，並於1893年時的信件中描述，也因此這個物種的英文名稱即以史坦因為名。其屬名來自古希臘語的（意指「厚的、緊湊的」）及（意指「背後的」），鵯科鳥類的背部羽毛通常較厚。:325種小名來自於臺灣的拉丁文音譯。而臺語名烏頭殼則因其頭部黑羽得名。
|  | 紅耳鵯     |
|  |            |
|  | 白眉黃臀鵯 |
|  |            |

|  | 黃臀鵯                                            |
|  |                                                   |
|  | \| \| 烏頭翁 \| \| \| \| \| \| 白頭鵯 \| \| \| \| |
|  |                                                   |
|  | 烏頭翁                                            |
|  |                                                   |
|  | 白頭鵯                                            |
|  |                                                   |

|  | 烏頭翁 |
|  |        |
|  | 白頭鵯 |
|  |        |

|  | 紅耳鵯     |
|  |            |
|  | 白眉黃臀鵯 |
|  |            |

|  | 黃臀鵯                                            |
|  |                                                   |
|  | \| \| 烏頭翁 \| \| \| \| \| \| 白頭鵯 \| \| \| \| |
|  |                                                   |
|  | 烏頭翁                                            |
|  |                                                   |
|  | 白頭鵯                                            |
|  |                                                   |

|  | 烏頭翁 |
|  |        |
|  | 白頭鵯 |
|  |        |

|  | 紅耳鵯     |
|  |            |
|  | 白眉黃臀鵯 |
|  |            |

|  | 黃臀鵯                                            |
|  |                                                   |
|  | \| \| 烏頭翁 \| \| \| \| \| \| 白頭鵯 \| \| \| \| |
|  |                                                   |
|  | 烏頭翁                                            |
|  |                                                   |
|  | 白頭鵯                                            |
|  |                                                   |

|  | 烏頭翁 |
|  |        |
|  | 白頭鵯 |
|  |        |

|  | 紅耳鵯     |
|  |            |
|  | 白眉黃臀鵯 |
|  |            |

|  | 黃臀鵯                                            |
|  |                                                   |
|  | \| \| 烏頭翁 \| \| \| \| \| \| 白頭鵯 \| \| \| \| |
|  |                                                   |
|  | 烏頭翁                                            |
|  |                                                   |
|  | 白頭鵯                                            |
|  |                                                   |

|  | 烏頭翁 |
|  |        |
|  | 白頭鵯 |
|  |        |

這個物種與白頭翁的關係相當接近，被認為是兩者的祖先分兩次遷徙至臺灣後所導致的結果，兩者也可雜交。:178研究認為烏頭翁是臺灣與歐亞大陸分離後留下的島嶼族群，而其祖先先行遷徙至臺灣，並演化為烏頭翁，而現今的白頭翁則是在這之後抵達臺灣的。因此後來有學者藉此故，認為烏頭翁應作為白頭翁的亞種。然而兩者在自然情況下並無中間的過渡型，因此現在仍認為是兩個獨立物種。現今烏頭翁為單型種，沒有其他亞種，也非其他物種的亞種。

## 形態描述
烏頭翁的體長18—20公分，體重約22—31公克，是一種中等鵯科鳥類。其鳥喙寬平均約4.9公釐、深平均約5.0公釐、嘴峰長平均約16.7公釐，翼長平均約8.8公分；跗蹠平均長約19.8公釐，尾長平均約8.0公分。

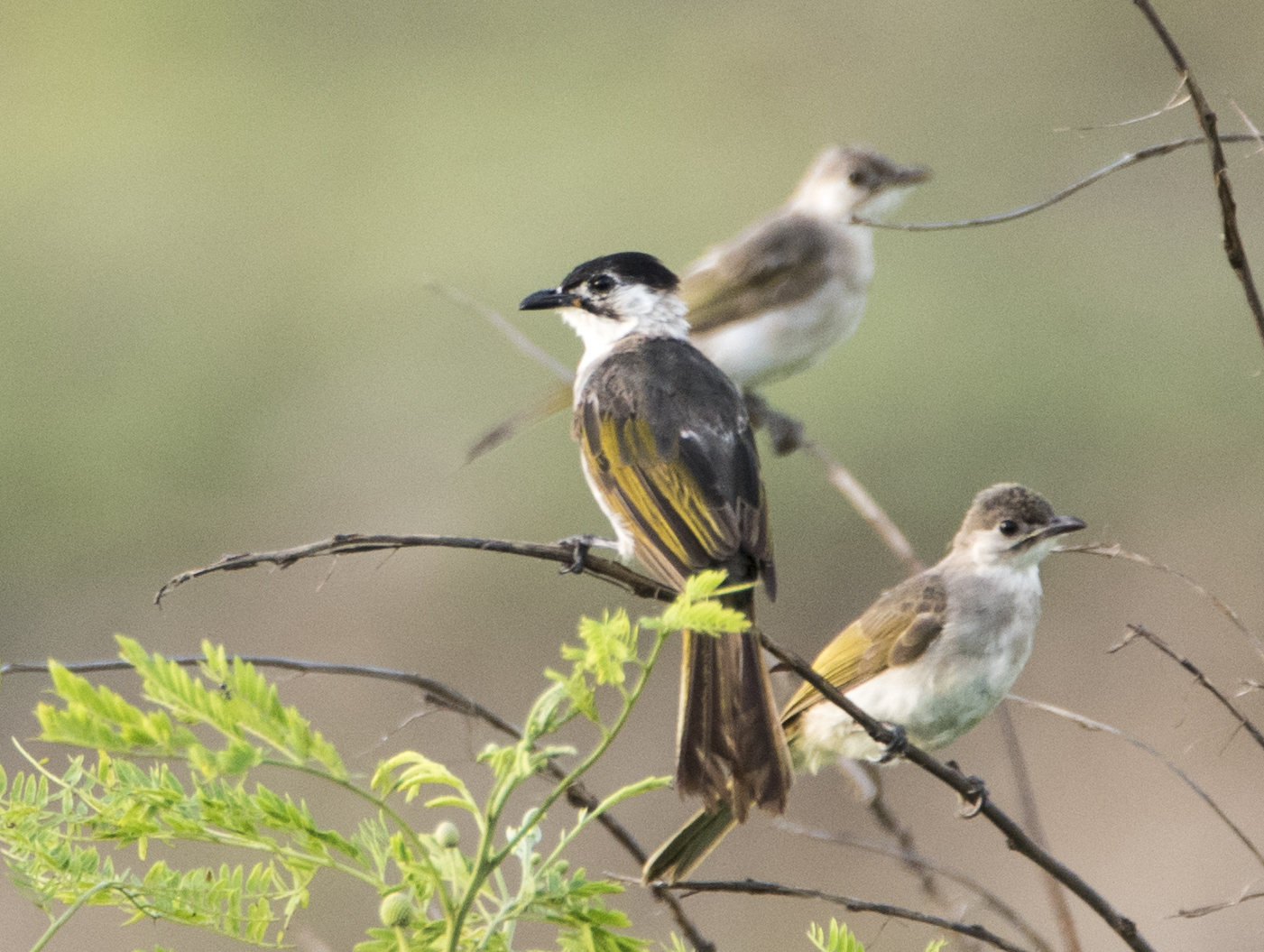
烏頭翁與其後方的幼鳥

成鳥的虹膜為深棕色、鳥喙黑色、足部黑色。其頭頂至後頸及顎線黑色，下喙基部有顆明顯的橘紅色至黃色的斑點；其餘地方白色。整體呈橄欖綠色，其中上背暗褐色，翅膀和尾巴呈棕色帶邊緣橄欖黃色，上胸灰褐色，腹部灰白色。雌雄沒有差異性；而幼鳥整體羽色較成鳥來得淡，下喙基部的橘色斑點也相對不明顯。
與烏頭翁長相最相似的是白頭翁的海南亞種，但該亞種與烏頭翁未有分布重疊，且該亞種臉頰為黑色。而與分佈有所重疊的臺灣亞種相比時，其差別在於該亞種的頭部後方為白色羽毛、臉頰為黑褐色，且無橘色斑點及黑色顎線。而整體上烏頭翁的鳥喙比白頭翁來得更厚且鈍。

## 分佈範圍與環境
烏頭翁僅分佈於臺灣東南部區域的中低海拔（約1600公尺以下）地區，範圍大致位於花東縱谷及恆春半島，自花蓮縣秀林鄉崇德、和仁地區至屏東縣枋山、楓港以南的地區之間，是一種留鳥。這個物種是平地常見的鳥類之一，時常出沒於次生林、灌木叢、農田、公園、庭院、果園及山區的闊葉林中。其中最常出現在沿海平原，年降水量達2000—2400毫米的地區。其分佈範圍與白頭翁的臺灣亞種大致成互補，是臺灣一百三十多種陸棲鳥類中唯一分佈互補的一對物種。

## 習性

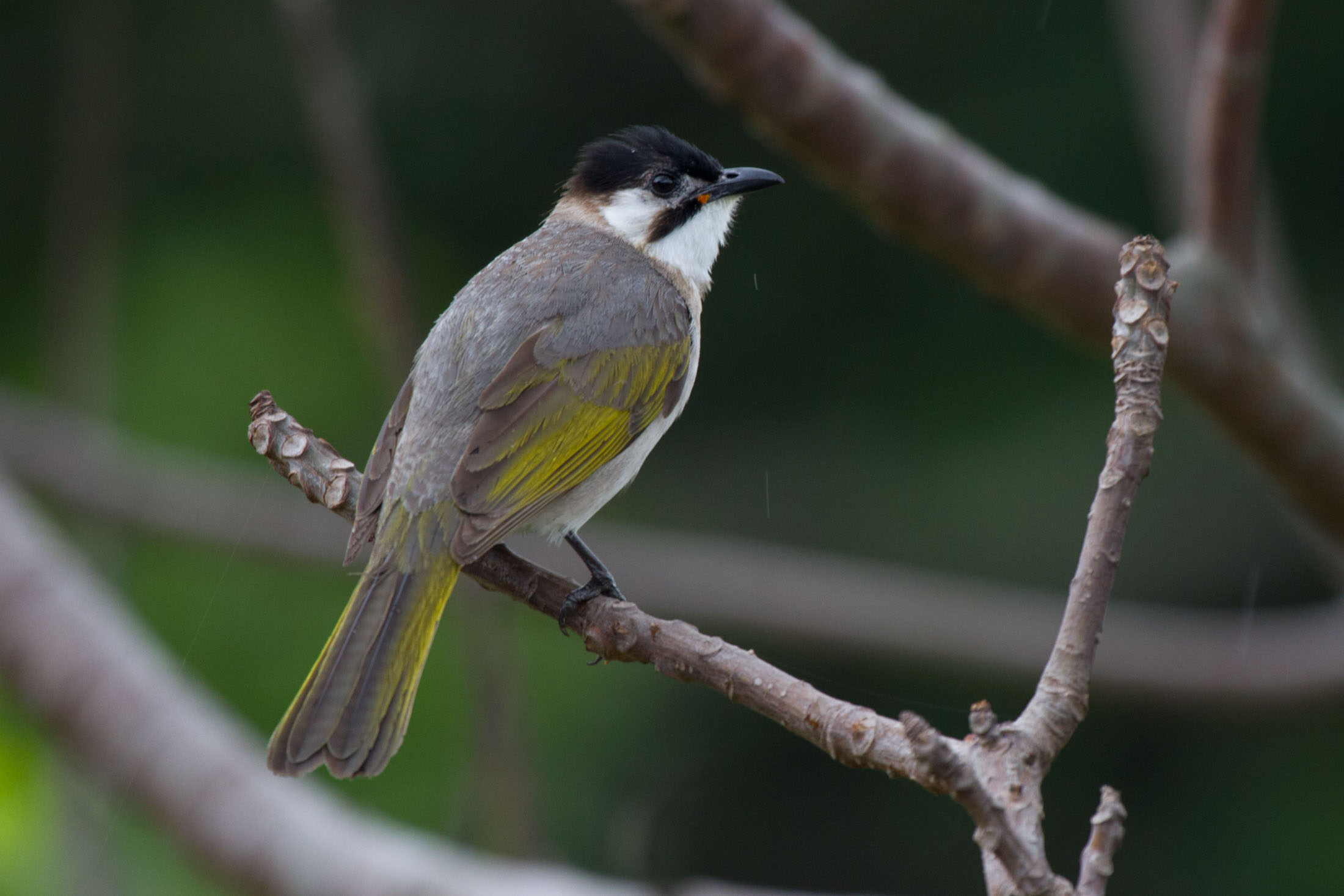
攝於屏東墾丁國家公園

烏頭翁的習性大致與白頭翁相當類似，其生性活潑，在繁殖季節單獨或成對活動，而在秋冬季時可見成大群於枝頭活動。:178但其族群密度則較低，不像白頭翁容易親近，但不怕人。

### 食性
烏頭翁為雜食性，以果實、昆蟲和其他小型無脊椎動物等為食。當榕果或田中作物成熟時，常可見上百隻個體聚在一起覓食。

### 繁殖
烏頭翁採一夫一妻制繁殖，其繁殖季節在3月至8月之間。:178原有在非繁殖季中型群會自2月起解散，改成成雙入對的活動為主，並開始具有領地性，還會驅逐其他個體。配偶關係可以維持數個繁殖季。而當環境合適時，通常會繁殖兩次，有機會在時可能會到第三次。其求偶動作包含抖翅及鳴叫等動作。
巢穴通常位於離地0.2—5公尺高的灌木或低矮樹上，如蘋果屬之樹木。:178巢主要由雌鳥建造，呈杯或碗狀，以草葉、草莖、花穗、蜘蛛網等材料構成。:178每窩產3—4枚的卵，大小平均為長21公釐、寬16公釐；顏色不一定，有淺紫色帶棕紅色斑點、灰白色帶橙紅色和紫褐色斑點、或白色帶濃密暗色斑點的情況。:178雌鳥負責孵卵，孵化期為10—12天；雄鳥協助餵養幼鳥，雛鳥在孵化後9—10天離巢。:178

### 叫聲
烏頭翁的雄鳥喜歡站在枝頭高處鳴唱，歌聲嘹亮、多變，具有多音節。而其叫聲與白頭翁相當相似，為「唧、果、喈兒」（ji gua ji gua）、「巧克力、巧克力」（pri tü rrilit）的聲音，但烏頭翁聲音較低。雄鳥在繁殖季的日間時鳴唱的頻率較其它季節來得高。

## 與白頭翁雜交

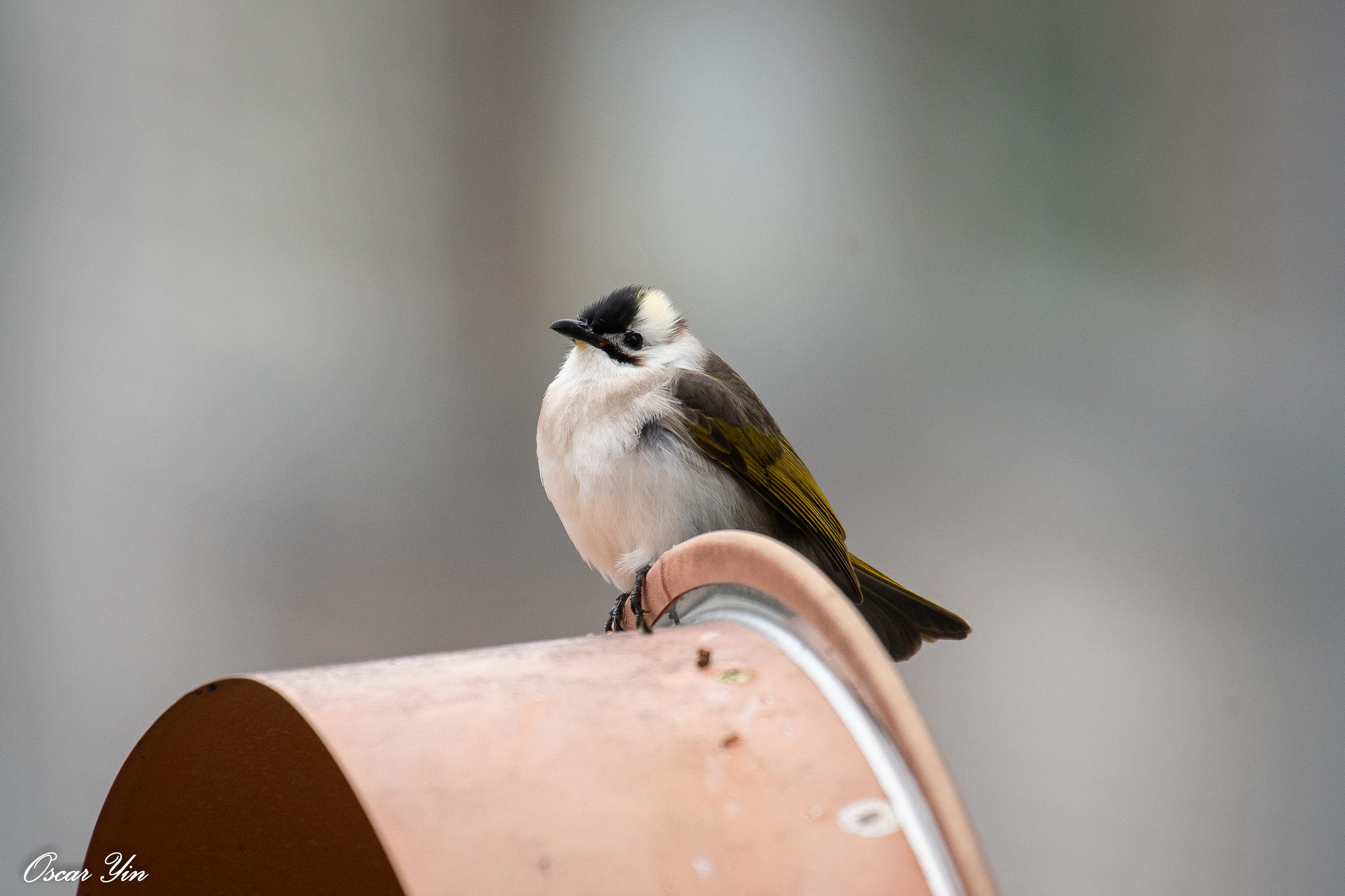
雜頭翁的主要特點在於其頭部黑白顏色的分布常介於白頭翁與烏頭翁之間，且不同雜頭翁間的顏色占比不一。攝於臺灣花蓮縣

烏頭翁可與白頭鵯的臺灣亞種雜交產生名為「雜頭翁」的後代。該雜交種外觀上最主要的特徵在於頭頂和頸背處有程度不一的漸變白色及黑色區域，臉頰可能偏暗，下喙基的斑點偏黃色，顎線較寬且模糊，且具有繁殖後代的能力。而依雜頭翁的頭部黑白比例，又可分為兩種類型：白色占比較多而接近白頭翁的「雜交白型」及黑色占比較多而接近烏頭翁的「雜交黑型」。而幼鳥則因兩者幼鳥相似而難以辨別。在1950年代的資料中，白頭翁原分佈於蘭陽平原以西至屏東潮州、大武山一帶的地區，兩者僅在南部具有約2公里的重疊帶。
但自1960年代起，白頭翁開始進入了蘭陽平原，並在1970年代起與烏頭翁開始在北部有分佈區域重疊之情形。1990年代後，調查報告顯示兩者雜交的情況日益嚴重。到了2020年，整個花蓮市區、壽豐及鳳林地區，白頭翁已成為當地常客，且整個花東縱谷至臺東市區周遭皆有偶發性的白頭翁及雜頭翁觀察紀錄。
導致雜交情形增多的原因主要有兩個，一是東西部的交通開發促使原本的地理障礙逐漸消失，二則為來自傳統信仰的不當放生風氣。例如於1989年時，臺東海山寺就放生了二百多隻白頭翁，不久後就發現原本不應出現白頭翁的臺東市區就開始有雜頭翁出現。
這兩種物種長期雜交已導致烏頭翁基因庫受到污染，長期下來可能會導致烏頭翁消失，成為「目前數量最多、卻將最早絕種的臺灣特有種」。

## 數量與保育情形
根據英國動物學家馬克·布拉齊爾的推測，目前烏頭翁的數量預估在10000—20000隻之間，而美國保育生物學家科瑞·湯瑪斯·卡拉漢（Corey Thomas Callaghan）等人在2021年以模型估測烏頭翁約有66.8萬隻。其分布範圍內數量仍普遍，往往可記錄到上百隻的族群。
在中華民國農委會特有生物研究保育中心（現今的農業部生物多樣性研究所）所推動的「臺灣繁殖鳥類大調查」（Taiwan Breeding Bird Survey）顯示2011—2021臺灣族群趨勢狀態並無顯著變化（預估減少2.1%，範圍在-20.3%—+21.4%之間）。近期的調查顯示雜交白型及白頭翁在烏頭翁原生地（例如太魯閣）的比例逐漸減少，而被認為雜交狀況有所趨緩，但仍無法確認是否因為這些雜交種與烏頭翁回交所致。目前其原先在宜蘭的族群已經完全被白頭翁所取代，且雜頭翁除了分佈在宜蘭南澳及屏東恆春之外，近年來更是擴散至臺東市區、花蓮瑞穗及臺東池上，顯示其雜交子代仍在擴張，但目前仍無法確認其基因汙染情形，因此懷疑其數量趨勢仍在下降。目前僅餘海岸山脈及臺東東河、鹿野兩鄉尚有純種烏頭翁族群分佈。
原始棲地減少也是一個可能影響其數量的因素，但烏頭翁對人類干擾的容忍度相對較高，且可適應於公園等城市環境，因此並非這個物種最主要的威脅。
目前墾丁國家公園已於2005—2007年間進行了連續三年建立烏頭翁保護區的可行性研究。在《國際自然保護聯盟瀕危物種紅色名錄》中，因其棲地減少及與白頭翁雜交的基因汙染風險仍在，國際鳥盟將烏頭翁列為易危物種。而在特有生物研究保育中心及林務局（現今的林業及自然保育署）於2016年編纂的《臺灣鳥類紅皮書名錄》中，則同樣將烏頭翁列為「國家易危物種」（NVU）。但在2024年的《臺灣鳥類紅皮書名錄》中，因其觀察紀錄顯示族群下降情形約在三個世代內下降20％，因此被改為「國家接近受脅物種」（NNT），與白頭翁臺灣亞種同級。
- 臺灣《野生動物保育法》 第II級珍貴稀有野生動物[41]
- 中國大陸《國家重點保護野生動物名錄》國家二級保護動物[42]

## 與人類的關係
烏頭翁是臺東縣縣鳥及臺東縣野鳥學會會鳥。在布農族的大洪水神話中，烏頭翁被布農族人委託取回火種，但由於烏頭翁害怕狂風暴雨，牠便一頭塞進了石灰岩縫中將自己的頭塗白，稱自己太老不適合取火。後來火種由紅嘴黑鵯取回後，愧疚的烏頭翁就飛向了西部定居，成為白頭翁。

## 外部連結
- 维基共享资源上的相關多媒體資源：烏頭翁
- 維基物種上的相關：烏頭翁
- Xeno-canto上有关烏頭翁的錄音